# Ilse Leutz
Ilse Leutz (auch: Ilse Brauns, Ilse Brauns-Leutz, Pseudonyme: J. L. Harrison, J. L. Harrisson, Charlott' Leroy, Christiane Thyrow; * 8. Mai 1896 in Berlin; † 27. Februar 1982 in Berlin) war eine deutsche Schriftstellerin.

## Leben
Ilse Leutz lebte zeitweise im brandenburgischen Ort Thyrow. Sie verfasste zahlreiche Romane, meist zu historischen Themen.

## Werke
- Priester der Kali, Berlin 1919
- Das Werk der Titanen, Haupt & Hammon-Verlag, Radebeul b. Dresden 1920
- Briefe an eine treue Frau, Berlin-Schöneberg 1922
- Die bunte Brücke, Hamburg 1922
- Der Erde Paradies und Hölle, Berlin-Tempelhof 1922
- Der Liebestraum der Zarentochter, Berlin-Tempelhof 1922
- Volk ohne Land, Berlin-Tempelhof 1922
- Weltkatastrophe, Berlin-Schöneberg 1922
- Die Liebschaften einer Träumerin, Berlin 1923
- Prinzessin von Thule, Berlin 1924
- Schloß Ohnesorge, Berlin 1924
- Mademoiselle Biche, Berlin 1925
- Um Sanssouci, Berlin 1926
- Die Masken Gottes, Berlin 1927
- Die Hochzeit des Narren, Berlin 1929
- Charlottenhof, Berlin 1930
- Peter Grau findet sein Herz, Berlin [u. a.] 1930
- Fünfzehn Sterne, B.-Schöneberg 1931 (unter dem Namen J. L. Harrisson)
- Glück ohne Ruh, Berlin 1932
- Die Frau des andern, Berlin 1933 (unter dem Namen J. L. Harrison)
- Geschichte einer Heimkehr, Berlin-Schöneberg 1933
- Kamerad von der Irischen Brigade, Berlin-Schöneberg 1933 (unter dem Namen J. L. Harrison)
- Liebe, die nicht leben durfte, Berlin 1933
- Mädchen mit blauen Augen ..., Berlin 1933 (unter dem Namen Charlott' Leroy)
- Der tote Name, Berlin 1933
- Die B-Moll-Sonate, Berlin 1936
- Roswith, Berlin 1936
- Ältere Rechte, Berlin 1938
- Kein Weg ohne Ziel, Berlin 1938
- Maria Stuart, Berlin 1938
- Tausend Meilen zwischen Dir und mir, Berlin 1938
- Berrima, Berlin 1939
- Die Frauen vom Sybillenhof, Berlin 1939
- Aurora von Königsmark, Berlin 1940
- Münchhausens wunderbare Reisen und Abenteuer zu Wasser und zu Lande, Berlin 1940
- Reineke Fuchs, Berlin 1940
- Der Sieger von Lepanto, Berlin 1940
- Verlorene Krone, Berlin 1940 (unter dem Namen Christiane Thyrow)
- Charles Parnell, Berlin 1941 (unter dem Namen Christiane Thyrow)
- Die gelbe Schärpe, B.-Schöneberg 1941 (unter dem Namen Christiane Thyrow)
- Deutsche Volkssagen, Berlin 1944
- Die schönsten Sagen des klassischen Altertums, Berlin 1944
- Avalun, Lahr 1949
- Volksmärchen, Lahr 1949
- Die Ketzerin, Bamberg 1968 (unter dem Namen J. L. Harrisson)

## Herausgeberschaft
- Heinrich Smidt: Verkaufte Seelen, Berlin-Schöneberg 1940

## Übersetzungen
- Henryk Sienkiewicz: Quo vadis?, Berlin 1926
- Lewis Wallace: Ben Hur, Berlin 1926